# Bowmaniella recifensis
Bowmaniella recifensis är en kräftdjursart som beskrevs av Silva 1971. Bowmaniella recifensis ingår i släktet Bowmaniella och familjen Mysidae. Inga underarter finns listade i Catalogue of Life.